# Sureny
El sureny (o siureny) o siuró fosc o cep negre (Boletus aereus, del llatí boletus: bolet) és una espècie de fong de l'ordre dels boletals (Boletales). És un excel·lent i comestible, molt semblant al cep d'estiu (Boletus reticulatus) i al cep (Boletus edulis), amb el qual sovint es confon.

## Descripció
Capell primer hemisfèric i després convex-aplanat de color castany clar o ocraci (més clar que el cep) de tonalitat força variable. La superfície és viscosa i presenta rugositats. Peu gros, de 5-15 x 4-10 cm, ple i dur, obès al principi, després inflat i finalment cilíndric, amb la base atenuada. És de color bru ocraci, sempre més clar que el barret. La carn és blanquinosa.

## Hàbitat
Fong micorrizogen que viu en boscos tèrmics de planifolis, associat bàsicament amb suros, alzines i castanyers, en sòls secs i silícics. Fructifica, de forma primerenca, a l'estiu i a principis de la tardor. Es troba a la terra baixa, on és més comú, i a la muntanya mitjana. En anys favorables, abunda molt a les suredes litorals.

## Gastronomia
Excel·lent comestible. Es pot menjar cru en amanides, assecat, cuit i en oli.

## Perill de confusió
Del mateix gènere que el mataparent (Boletus satanas), tòxic.